# Surýnovití
Surýnovití (Sirenidae) představují čeleď ocasatých obojživelníků.

## Systematika
Skupinu surýnovitých prvně popsal britský zoolog John Edward Gray roku 1825. Současná systematika je pokládá za samostatnou čeleď ocasatých obojživelníků, v rámci níž přežívají pouze dva recentní rody:
- rod Pseudobranchus Gray, 1825 – surýnek
  - druh Pseudobranchus axanthus Netting & Goin, 1942 – surýnek jižní
  - druh Pseudobranchus striatus (LeConte, 1824) – surýnek pruhovaný
- rod Siren Österdam, 1766 – surýn
  - druh Siren intermedia Barnes, 1826 – surýn menší
  - druh Siren lacertina Linnaeus, 1766 – surýn úhořovitý
  - druh Siren reticulata Graham, Kline, Steen & Kelehear, 2018
  - druh Siren sphagnicola Fedler, Enge & Moler, 2023

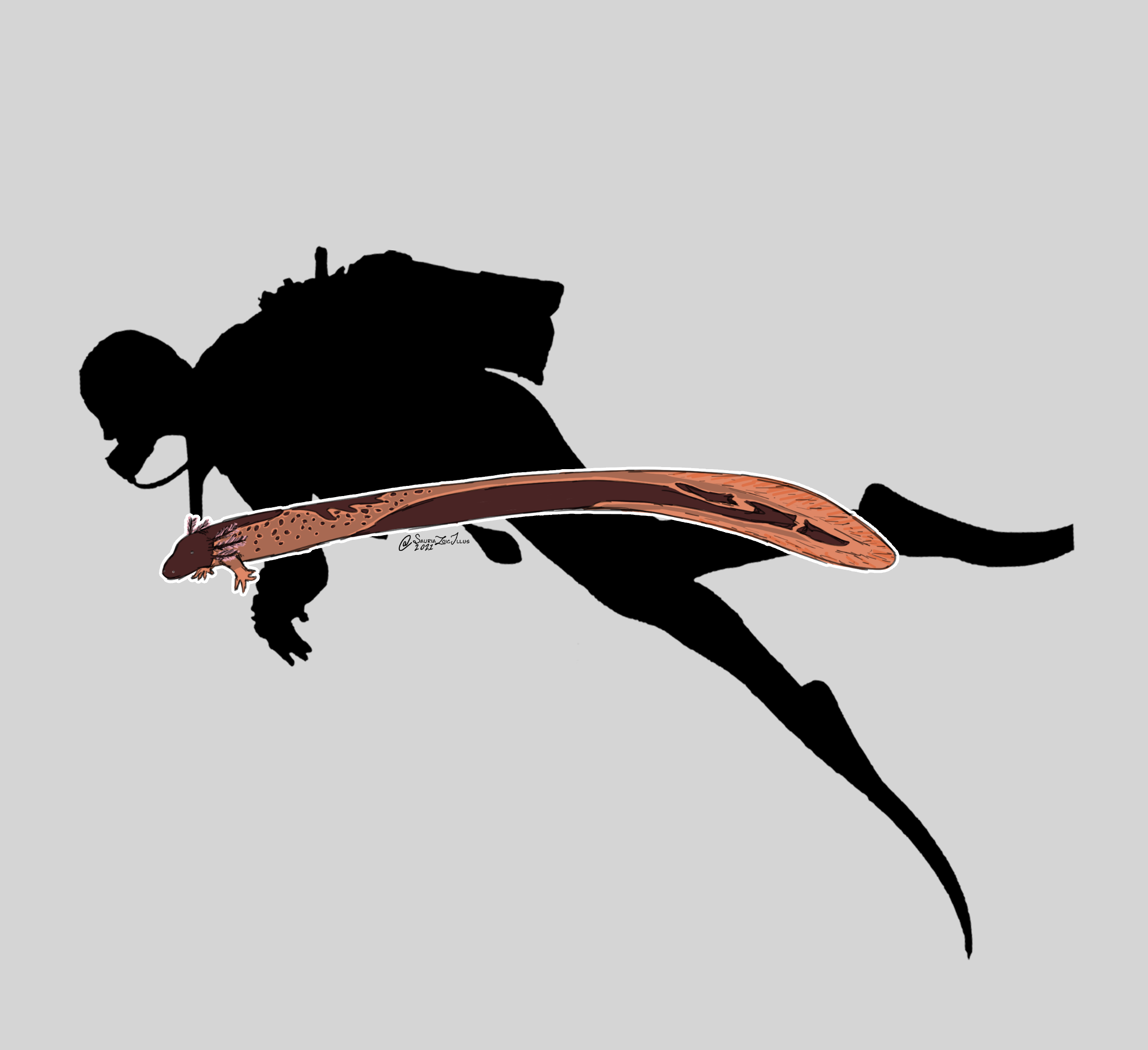
Habrosaurus dilatus, srovnání s člověkem

Molekulárně-fylogenetické analýzy umisťují tuto čeleď jako sesterskou vůči celému podřádu Salamandroidea, jenž zahrnuje všechny zbývající čeledi ocasatých obojživelníků s výjimkou pamlokovitých (Hynobiidae) + velemlokovitých (Cryptobranchidae), kteří společně utvářejí samostatnou skupinu Cryptobranchoidea, bazální v rámci ocasatých.
Podle některých starších pohledů ze 60. let 20. století měli surýnovití díky svým jedinečným charakteristikám tvořit samostatný řád Trachystomata oddělený od ostatních ocasatých, nicméně tato systematika byla rychle opuštěna jako nereflektující skutečné evoluční vztahy.
Fosilní nálezy surýnovitých sahají až do křídového období. Pozoruhodným fosilním rodem je severoamerický Habrosaurus, jenž by byl se svou odhadovanou tělesnou délkou až 1,6 m srovnatelný se současnými velemloky. Množství fosilních druhů, včetně zástupců přiřazovaných do v současnosti žijících rodů, je datováno do různých období kenozoika.

## Popis

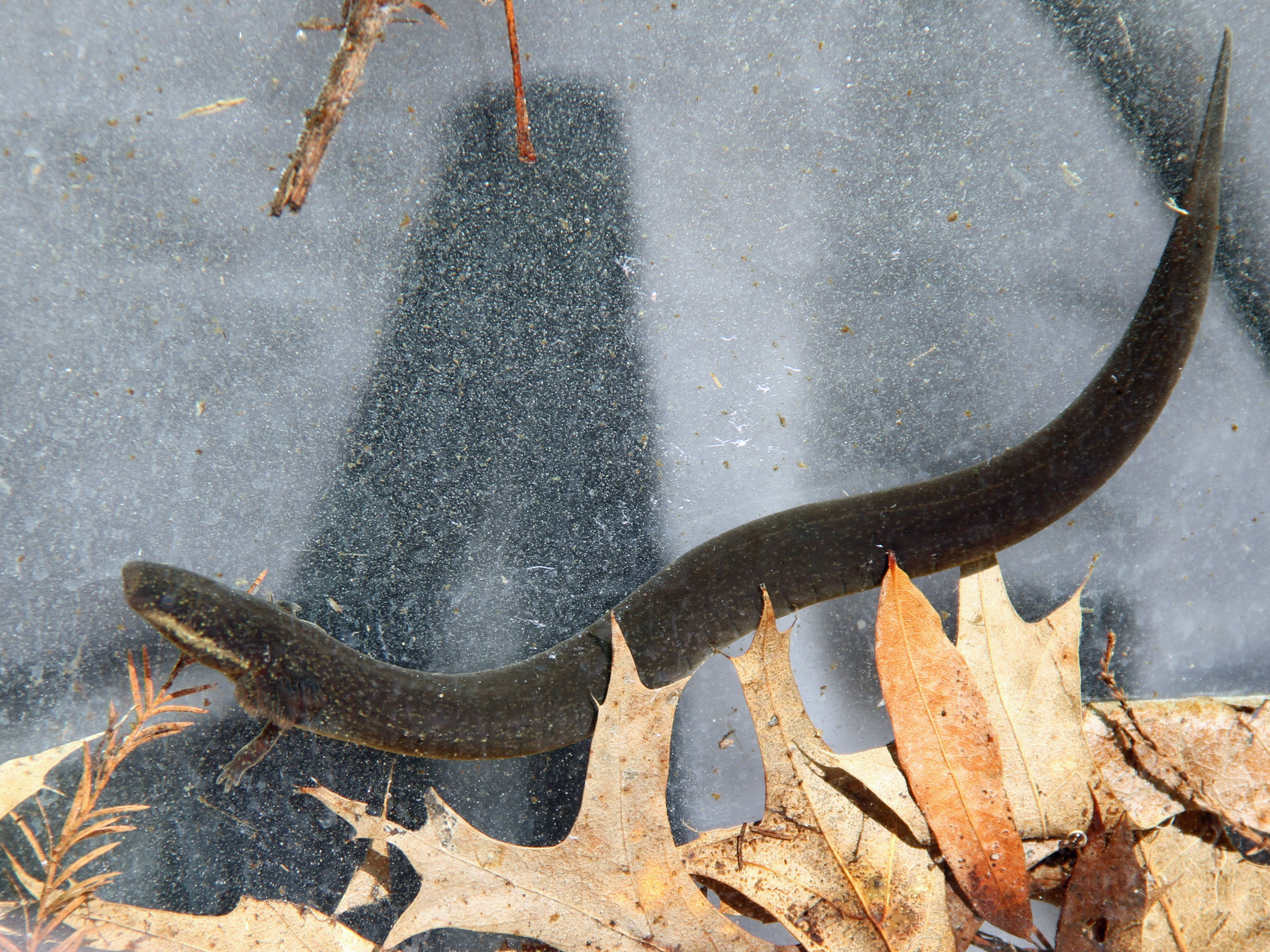
Surýn menší (Siren intermedia)

Surýnovití představují anatomicky neobvyklou skupinu obojživelníků a v mnoha ohledech se nepodobají žádným žijícím ocasatým. Dospělci dosahují celkové velikosti od 100 do 900 mm. Tělo je válcovité, vybavené zploštělým ocasem s ploutevními lemy. V průběhu evoluce došlo ke kompletní redukci zadních končetin i celého pánevního pletence, rovněž přední končetiny zůstávají pouze nevýrazné. Všichni zástupci surýnovitých jsou pedomorfní, resp. neoteničtí: dospělí jedinci si tedy zachovávají znaky larev, byť se mohou rozmnožovat. Z konkrétních charakteristik lze jmenovat absenci očních víček, přítomnost vnějších žaber a jedné až tří žaberních štěrbin. U dospělců nelze navodit kompletní metamorfózu ani prostřednictvím vnějších hormonálních stimulů, jež se aplikují u axolotlů.
Mezi další pozoruhodné charakteristiky surýnů patří čelistní rohovité lišty, které připomínají tupý zobák. Jedinečná je také stavba srdce, které má dobře vyvinutou mezikomorovou přepážku, jež umožňuje oddělení toku odkysličené a okysličené krve. Díky této adaptaci mohou surýnovití prosperovat i v na kyslík chudých vodách.
Oplození surýnovitých je pravděpodobně vnější; ačkoli mnoho samic ocasatých přijímá během rozmnožování připravený spermatofor, urogenitální systém samic surýnů není pro jeho přijetí uzpůsoben. Samci zároveň postrádají příslušné kloakální žlázy, jež jsou k vytvoření spermatoforu nutné. Pohlavní dimorfismus je prakticky neznatelný, spolehlivého určení pohlaví lze dosáhnout pouze na základě srovnání vnitřních pohlavních orgánů.

## Ekologie

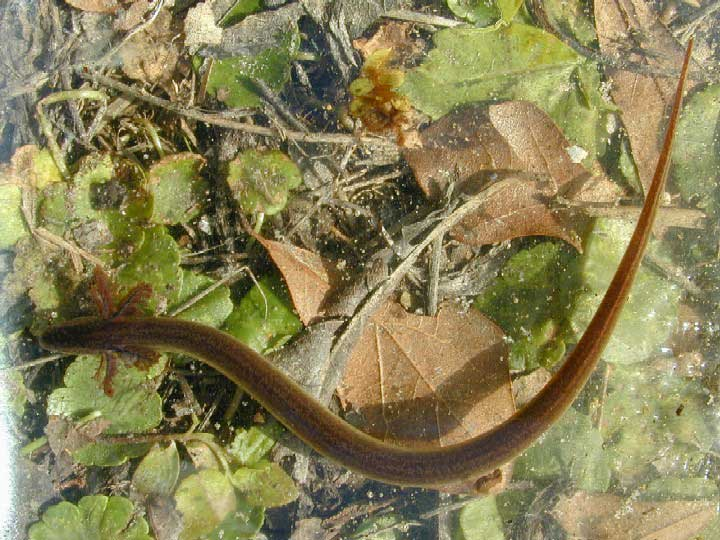
Surýnek jižní

Surýnovití jsou rozšířeni výhradně na jihovýchodě Spojených států amerických a v severním Mexiku. Jejich přirozeným prostředím bývají typicky stojatá a pomalu tekoucí vodní stanoviště, například jezera nebo bažiny, podmínkou je hustý vegetační kryt. Žijí ve vodě, kde se pohybují prostřednictvím vlnění těla a ocasu, takže na první pohled mohou připomínat spíše úhoře. Navzdory tomu, že jde o místy hojné a poměrně rozšířené obojživelníky, na základě jejich skrytého způsobu života je o jejich ekologii známo jen málo. Živí se dravě, přičemž jejich potravou se stávají různé druhy vodních bezobratlých – větší surýni mohou polapit i raky. Kořist je vyhledávána čichem a nasávána prostřednictvím úst, jež pracují jako vývěva. Přebytečnou vodu surýni následně vypudí prostřednictvím žaberních štěrbin. O rozmnožovacím chování není známo dostatečné množství informací. Samice svá vajíčka ukládají jednotlivě, anebo ve shlucích na vodní vegetaci.